# Slag bij Gemauerthof
De Slag bij Gemauerthof was een veldslag nabij de tegenwoordige Letse Mūrmuiža, ongeveer 80 km ten zuidwesten van Riga.
De slag vond plaats tussen de Zweedse troepen onder leiding van Adam Ludwig Loewenhaupt en de Russische troepen, geleid door Boris Sjeremetev in de Grote Noordse Oorlog. De Zweden hadden een zware tocht achter de rug toen ze hoorden dat een groot Russisch leger vlakbij gezien was. De Zweedse legers stonden vlug in formatie, en vielen de Russische troepen aan. De Zweden leden grote verliezen aan hun rechterflank, maar streden toch door. Aan de linkerflank viel de cavalerie aan en kon zo door de Russische linies breken. De infanterie in het midden schoten eerst met hun musketten en vielen toen aan, zodat de Russen moesten terugtrekken in gebroken formatie. De veldslag eindigde in een verwarrend moment, waarvan de Zweden nogmaals gebruik maakten: De Russische cavalerie trok terug terwijl hun infanterie werd vernietigd.
Ook al wonnen de Zweden deze veldslag, toch was deze enkel symbolisch want enkele weken later slaagden de Russen erin om Koerland te bezetten.